# Micigliano
Micigliano är en ort och kommun i provinsen Rieti i regionen Lazio i Italien. Kommunen hade 130 invånare (2018).